# Andy Newmark
Andrew "Andy" Newmark, född 14 juli 1950 i Port Chester, New York, är en amerikansk musiker, mest känd för sin medverkan i den stilbildande soul- och funkgruppen Sly and the Family Stone där han spelade trummor mellan 1973 och 1974.
Newmark bjöds in till gruppen för att ersätta Gerry Gibson, som i sin tur ersatt gruppens ursprungliga trummis - Greg Errico. Gruppens frontman Sly Stone bjöd in Newmark till provspelning efter råd av Pat Rizzo, saxofonist i bandet. Newmark kom att spela in två album med gruppen, Fresh (1973) och Small Talk (1974). 
1974 lämnade Andy Newmark Sly and the Family Stone och började samarbeta med flera framstående musiker som John Lennon, B.B. King, Eric Clapton, David Bowie, George Harrison, Rickie Lee Jones, Randy Newman, Pink Floyd, Roger Waters, Ron Wood, David Gilmour, Roxy Music och Sting.